# Бен Коен
Бен Коен (енгл. Ben Cohen; 14. септембар 1978) је бивши професионални енглески рагбиста, који је са Енглеском репрезентацијом освојио светско првенство у рагбију 2003. Бен Коен је у своје време био један од најбржих белих рагбиста на свету.

## Биографија
Бенџамин Кристофер Коен рођен је у Нортемтону, где је са 12 година почео да тренира рагби. Бен Коен је 1996. почео да игра за Нортхемптон Сеинтс и до 2007. за овај клуб је одиграо 146 утакмица и постигао 64 есеја. 2007. Коен прелази у француски тим Брив (рагби јунион). 2009. Коен се враћа на острво, где ће две сезоне провести у тиму Сејл Шаркс. За рагби јунион репрезентацију Енглеске Бен Коен је одиграо 57 тест мечева и постигао 155 поена. Атрактивног изгледа, висок 188цм, тежак 103кг, брз и са добром променом правца, пробојан на левом крилу, Коен је био лако препознатљив играч на терену. Коен је са репрезентацијом освојио 3 титуле Куп шест нација и Светско првенство у рагбију 2003. које је одржано у Аустралији.